# Landgericht Markt Erlbach
Das Landgericht Markt Erlbach war ein von 1812 bis 1879 bestehendes bayerisches Landgericht älterer Ordnung mit Sitz in Markt Erlbach im heutigen Landkreis Neustadt an der Aisch-Bad Windsheim.
Im Jahr 1812 wurde im Verlauf der Verwaltungsneugliederung Bayerns das Landgericht Markt Erlbach errichtet. Dieses wurde dem Rezatkreis zugeschlagen. 1862 wurde die Verwaltung vom Bezirksamt Neustadt an der Aisch übernommen und 1879 die Gerichtsbarkeit vom Amtsgericht Markt Erlbach.

## Lage
Das Landgericht Markt Erlbach grenzte im Süden an das Landgericht Ansbach und das Landgericht Heilsbronn, im Westen an das Landgericht Windsheim, im Norden an das Landgericht Neustadt und im Nordosten an das Landgericht Herzogenaurach.

## Struktur

### Steuerdistrikte
Im Rahmen des Gemeindeedikts wurde im Jahr 1811 das Landgericht in 13 Steuerdistrikte untergliedert:
- Brunn mit Hohholz, Kaltenneuses, Tanzenhaid, Kotzenaurach, Vierzehnmorgen und Weihermühle;
- Buchklingen mit Holzmühle, Kappersberg, Knochenhof, Kotzenaurach und Ziegelhütte;
- Dietenhofen mit Andorf, Ebersdorf, Herpersdorf, Lentersdorf, Leonrod, Mosmühle, Oberschlauersbach, Rothleiten, Seubersdorf und Stolzmühle;
- Emskirchen mit Altschauerberg, Dürrnbuch, Elgersdorf, Fallmeisterei, Finkenmühle, Flugshof, Gunzendorf, Neidhardswinden, Neuschauerberg, Plankstatt, Prackenhof, Riedelhof, Schneemühle, Sixtmühle und Ziegelhütte;
- Hagenbüchach mit Brandhof, Bräuersdorf, Erlachskirchen (zum Teil), Erlachsmühle, Hagenmühle, Hammermühle, Höfen, Kirchfembach, Oberfembach, Pirkach, Puschendorf, Trübenbronn und Zweifelsheim;
- Hirschneuses mit Altkatterbach, Dietenholz, Dippoldsberg, Kreben, Lösleinshäuslein, Meiersberg, Neudorf, Neudietenholz, Neukatterbach, Oberndorf, Riedelshäuslein und Walburgswinden;
- Linden mit Altselingsbach, Buchen, Haaghof, Hagenhofen, Hohenroth, Jobstgreuth, Klausaurach, Mettelaurach, Morbach, Oberulsenbach, Pilsenmühle, Röschenmühle und Wilhelmsgreuth;
- Markt Erlbach mit Altziegenrück, Blümleinsmühle, Eschenbach, Haidt, Häringsmühle, Kemmathen, Mittelmühle, Siedelbach, Unterulsenbach und Wolfsmühle;
- Münchaurach mit Dörflas, Dondörflein, Falkendorf, Grieshof, Hessenmühle, Leitsmühle, Lenkershof, Lenzenmühle, Mausdorf, Nankenhof, Neundorf und Oberniederndorf;
- Neuhof mit Adelsdorf, Dietrichshof, Eichenmühle, Mittelmühle, Neuselingsbach, Neuziegenrück, Oberfeldbrecht, Rothenhof, Stöckach rechts der Zenn, Straußmühle, Unterfeldbrecht, Vockenroth und Ziegelhütte;
- Oberreichenbach mit Borbath, Buch, Ebersbach, Eckenberg, Oberalbach, Trabelshof und Unterreichenbach;
- Trautskirchen;
- Wilhelmsdorf mit Stadelhof, Unteralbachermühle und Ziegelhof.

### Ruralgemeinden
1813 entstanden die Ruralgemeinden. Mit dem Zweiten Gemeindeedikt (1818) erhielten die Ruralgemeinden mehr Befugnisse. Zugleich wurden einige der bis dahin bestehenden Ruralgemeinden aufgespalten. Am 4. Januar 1821 kam Rothenhof ans Landgericht Ansbach. Diese Entscheidung wurde aber bereits am 15. April 1822 rückgängig gemacht. Am 4. Januar 1822 wurden Dagenbach, Einersdorf und Stöckach links der Zenn der Ruralgemeinde Buch (Landgericht Windsheim) nach Neuhof umgemeindet. Am 9. November 1824 wurde ein Teil des Weilers Erlachskirchen ans Landgericht Cadolzburg abgegeben. Im selben Jahr kam es zu einigen Umbildungen von Ruralgemeinden. Damit gab es 1824 folgende 45 Ruralgemeinden:
- Altselingsbach mit Hagenhofen, Hohenroth, Pilsenmühle und Röschenmühle;
- Bräuersdorf mit Brandhof Erlachsmühle und Trübenbronn;
- Brunn mit  und Weihermühle;
- Buchen mit Fallhaus, Morbach und Oberulsenbach;
- Buchklingen mit Holzmühle;
- Dietenhofen mit Mosmühle;
- Dippoldsberg mit Meiersberg;
- Dürrnbuch;
- Ebersbach mit Oberalbach und Trabelshof;
- Ebersdorf mit Andorf und Stolzmühle;
- Eckenberg mit Borbath;
- Emskirchen mit Sixtmühle und Ziegelhütte;
- Eschenbach mit Altziegenrück, Häringsmühle und Unterulsenbach;
- Falkendorf mit Dondörflein, Eckenmühle, Hessenmühle und Lenzenmühle;
- Gunzendorf mit Elgersdorf, Fallmeisterei, Plankstatt, Prackenhof und Schneemühle;
- Hagenbüchach mit Oberfembach;
- Herpersdorf mit Lentersdorf und Rothleiten;
- Hirschneuses;
- Hohholz mit Kaltenneuses, Tanzenhaid und Vierzehnmorgen;
- Jobstgreuth mit Haaghof und Wilhelmsgreuth;
- Katterbach mit Altkatterbach, Kreben, Lösleinshäuslein, Meiersberg, Neukatterbach, Oberndorf und Riedelshäuslein;
- Kirchfembach mit Hagenmühle und Hammermühle;
- Klausaurach mit Mettelaurach;
- Kotzenaurach mit Kappersberg, Knochenhof und Ziegelhütte;
- Leonrod;
- Linden;
- Markt Erlbach;
- Mausdorf mit Grieshof,  Leitsmühle und Oberniederndorf;
- Münchaurach mit Dörflas, Lenkershof und Nankenhof;
- Neidhardswinden mit Finkenmühle;
- Neudorf mit Dietenholz, Neudietenholz und Walburgswinden;
- Neuhof mit Adelsdorf, Dietrichshof, Eichenmühle, Mittelmühle, Stöckach rechts der Zenn, Straußmühle, Vockenroth und Ziegelhütte;
- Neundorf;
- Neuziegenrück mit Neuselingsbach;
- Oberfeldbrecht mit Rothenhof und Unterfeldbrecht;
- Oberreichenbach;
- Pirkach;
- Puschendorf;
- Schauerberg mit Altschauerberg, Flugshof, Neuschauerberg und Riedelhof;
- Seubersdorf mit Oberschlauersbach;
- Siedelbach mit Blümleinsmühle, Haidt, Kemmathen, Mittelmühle und Wolfsmühle;
- Unterreichenbach mit Buch;
- Trautskirchen mit Dagenbach;
- Wilhelmsdorf mit Stadelhof, Unteralbachermühle und Ziegelhof;
- Zweifelsheim mit Höfen.

## Weitere Entwicklung
Am 1. April 1836 kamen die Gemeinden Falkendorf, Münchaurach, Neundorf, Oberreichenbach, Puschendorf, Unterreichenbach und Zweifelsheim an das Landgericht Herzogenaurach.
1840 hatte das Landgericht Markt Erlbach eine Fläche von 3,93 Quadratmeilen (≈220 km²) und 14294 Einwohner, wovon 13886 Protestanten, 112 Katholiken und 296 Juden waren. Es gab 123 Ortschaften (5 Märkte, 5 Pfarrdörfer, 7 Kirchdörfer, 34 Dörfer, 27 Weiler und 45 Einöden) und 39 Gemeinden (5 Marktsgemeinden und 34 Landgemeinden).
Am 1. Oktober 1842 kam die Ruralgemeinde Wilhermsdorf mit Denzelmühle, Fallmeisterei, Lenzenhaus, Walkmühle vom Landgericht Cadolzburg ans Landgericht Markt Erlbach. Am 30. Januar 1851 wurden Einersdorf und Stöckach nach Trautskirchen umgemeindet.
Anlässlich der Einführung des Gerichtsverfassungsgesetzes am 1. Oktober 1879 kam es zur Errichtung eines Amtsgerichts in Markt Erlbach, dessen Sprengel aus dem Bezirk des gleichzeitig aufgehobenen Landgerichts Markt Erlbach gebildet wurde.